# Liga de Fútbol Profesional de Rusia
La Liga de Fútbol Profesional de Rusia (Russian Professional Football League) (en ruso:Первенство Профессиональной футбольной лиги) anteriormente llamada Segunda División de Rusia (en ruso Второй дивизион ПФЛ) es el tercer nivel profesional de fútbol en Rusia.
La Segunda División esta geográficamente dividida en cinco zonas: Oeste (noroeste de Europa), Central (Norte y Este de la Rusia Europea), Sur (sur de la Rusia Europea), Ural-Povolzhye (Sur de los Urales y Oeste siberiano), y Este (Resto de Siberia). El número de clubes por zona varía con los años. En 2006, había 81 clubes, actualmente existen 64 equipos.
En la temporada 2020-21 se eliminó la zona Este y los clubes de esa región se integraron a alguna de las otras zonas, que pasaron a ser identificadas con números ( 1, 2, 3 y 4). 
Los ganadores por cada zona ascienden automáticamente a la Liga Nacional de Fútbol de Rusia. Los clasificados en último lugar de cada zona son relegados a la Liga de Fútbol Amateur.

## Campeones
| Año     | Zona 4                        | Zona 1                     | Zona 2                      | Zona 2                              | Zona 3                              | Zona 5                              | Zona 5                               | Zona 5                     | Zona 6                         | Zona 6                         |
| ------- | ----------------------------- | -------------------------- | --------------------------- | ----------------------------------- | ----------------------------------- | ----------------------------------- | ------------------------------------ | -------------------------- | ------------------------------ | ------------------------------ |
| 1992    | Baltika Kaliningrad           | FC Erzu Grozny             | FC Avtodor-Olaf Vladikavkaz | FC Avtodor-Olaf Vladikavkaz         | FC Spartak-d Moscú                  | Neftekhimik Nizhnekamsk             | Neftekhimik Nizhnekamsk              | Neftekhimik Nizhnekamsk    | Zarya Leninsk-Kuznetsky        | Zarya Leninsk-Kuznetsky        |
| Año     | Zona 5                        | Zona 1                     | Zona 2                      | Zona 2                              | Zona 4                              | Zona 3                              | Zona 3                               | Zona 6                     | Zona 7                         | Zona 7                         |
| 1993    | FC Vympel Rybinsk             | Anzhí Majachkalá           | Salyut Belgorod             | Salyut Belgorod                     | FC Torpedo-MKB Mytishchi            | FC Torpedo Arzamas                  | FC Torpedo Arzamas                   | FC Devon Oktyabrsky        | FC Angara Angarsk              | FC Angara Angarsk              |
| Año     | Oeste                         | Oeste                      | Oeste                       | Oeste                               | Centro                              | Centro                              | Centro                               | Centro                     | Siberia                        | Lejano Oriente                 |
| 1994    | Fakel Vorónezh                | Fakel Vorónezh             | Fakel Vorónezh              | Fakel Vorónezh                      | Torpedo Volzhsky                    | Torpedo Volzhsky                    | Torpedo Volzhsky                     | Torpedo Volzhsky           | Chkalovets Novosibirsk         | Dynamo Yakutsk                 |
| Año     | Oeste                         | Oeste                      | Oeste                       | Oeste                               | Centro                              | Centro                              | Centro                               | Centro                     | Este                           | Este                           |
| 1995    | Spartak Nalchik               | Spartak Nalchik            | Spartak Nalchik             | Spartak Nalchik                     | Gazovik-Gazprom Izhevsk             | Gazovik-Gazprom Izhevsk             | Gazovik-Gazprom Izhevsk              | Gazovik-Gazprom Izhevsk    | Metallurg Krasnoyarsk          | Metallurg Krasnoyarsk          |
| 1996    | Metallurg Lipetsk             | Metallurg Lipetsk          | Metallurg Lipetsk           | Metallurg Lipetsk                   | Lada Dimitrovgrad                   | Lada Dimitrovgrad                   | Lada Dimitrovgrad                    | Lada Dimitrovgrad          | Irtysh Omsk                    | Irtysh Omsk                    |
| 1997    | Arsenal Tula                  | Arsenal Tula               | Arsenal Tula                | Arsenal Tula                        | Rubin Kazan                         | Rubin Kazan                         | Rubin Kazan                          | Rubin Kazan                | Tom Tomsk                      | Tom Tomsk                      |
| Año     | Oeste                         | Sur                        | Sur                         | Centro                              | Centro                              | Centro                              | Volga                                | Urales                     | Este                           | Este                           |
| 1998    | Torpedo-ZIL Moscú             | Volgar-Gazprom Astrakhan   | Volgar-Gazprom Astrakhan    | FC Spartak-Orekhovo Orekhovo-Zuyevo | FC Spartak-Orekhovo Orekhovo-Zuyevo | FC Spartak-Orekhovo Orekhovo-Zuyevo | FC Torpedo-Viktoriya Nizhny Novgorod | Amkar Perm                 | Metallurg Novokuznetsk         | Metallurg Novokuznetsk         |
| 1999    | Avtomobilist Noginsk          | Kuban Krasnodar            | Kuban Krasnodar             | FC Spartak-Chukotka Moscú           | FC Spartak-Chukotka Moscú           | FC Spartak-Chukotka Moscú           | Lada Togliatti                       | Nosta Novotroitsk          | Metallurg Novokuznetsk         | Metallurg Novokuznetsk         |
| 2000    | Severstal Cherepovets         | Kuban Krasnodar            | Kuban Krasnodar             | FC Khimki                           | FC Khimki                           | FC Khimki                           | Svetotekhnika Saransk                | Neftekhimik Nizhnekamsk    | Metallurg Novokuznetsk         | Metallurg Novokuznetsk         |
| 2001    | Dynamo Saint Petersburg       | SKA Rostov-on-Don          | SKA Rostov-on-Don           | Metallurg Lipetsk                   | Metallurg Lipetsk                   | Metallurg Lipetsk                   | Svetotekhnika Saransk                | Uralmash Ekaterimburgo     | SKA-Energia Khabarovsk         | SKA-Energia Khabarovsk         |
| 2002    | Baltika Kaliningrad           | Terek Grozny               | Terek Grozny                | Metallurg Lipetsk                   | Metallurg Lipetsk                   | Metallurg Lipetsk                   | Svetotekhnika Saransk                | Uralmash Ekaterimburgo     | Metallurg-Kuzbass Novokuznetsk | Metallurg-Kuzbass Novokuznetsk |
| Año     | Oeste                         | Sur                        | Sur                         | Centro                              | Centro                              | Centro                              | Urales-Volga                         | Urales-Volga               | Este                           | Este                           |
| 2003    | Arsenal Tula                  | Dynamo Majachkalá          | Dynamo Majachkalá           | FC Oryol                            | FC Oryol                            | FC Oryol                            | KAMAZ Naberezhnye Chelny             | KAMAZ Naberezhnye Chelny   | Luch-Energia Vladivostok       | Luch-Energia Vladivostok       |
| 2004    | Torpedo Vladimir              | Dynamo Stavropol           | Dynamo Stavropol            | Fakel Vorónezh                      | Fakel Vorónezh                      | Fakel Vorónezh                      | Ural Ekaterimburgo                   | Ural Ekaterimburgo         | Chkalovets-1936 Novosibirsk    | Chkalovets-1936 Novosibirsk    |
| 2005    | Baltika Kaliningrad           | Angusht Nazran             | Angusht Nazran              | Salyut Belgorod                     | Salyut Belgorod                     | Salyut Belgorod                     | Sodovik Sterlitamak                  | Sodovik Sterlitamak        | Metallurg Krasnoyarsk          | Metallurg Krasnoyarsk          |
| 2006    | Tekstilshchik-Telekom Ivanovo | Spartak Vladikavkaz        | Spartak Vladikavkaz         | Spartak-MZhK Ryazan                 | Spartak-MZhK Ryazan                 | Spartak-MZhK Ryazan                 | Nosta Novotroitsk                    | Nosta Novotroitsk          | Zvezda Irkutsk                 | Zvezda Irkutsk                 |
| 2007    | Sportakademklub Moscú         | Chernomorets Novorossiysk  | Chernomorets Novorossiysk   | Vityaz Podolsk                      | Vityaz Podolsk                      | Vityaz Podolsk                      | Volga Ulyanovsk                      | Volga Ulyanovsk            | Dynamo Barnaul                 | Dynamo Barnaul                 |
| 2008    | MVD Rossii Moscú              | Volgar-Gazprom-2 Astrakhan | Volgar-Gazprom-2 Astrakhan  | Metallurg Lipetsk                   | Metallurg Lipetsk                   | Metallurg Lipetsk                   | Volga Nizhny Novgorod                | Volga Nizhny Novgorod      | FC Chita                       | FC Chita                       |
| 2009    | Dynamo San Petersburgo        | Zhemchuzhina-Sochi         | Zhemchuzhina-Sochi          | Avangard Kursk                      | Avangard Kursk                      | Avangard Kursk                      | Mordovia Saransk                     | Mordovia Saransk           | Irtysh Omsk                    | Irtysh Omsk                    |
| 2010    | Torpedo Vladimir              | Chernomorets Novorossiysk  | Chernomorets Novorossiysk   | Torpedo Moscú                       | Torpedo Moscú                       | Torpedo Moscú                       | Gazovik Orenburg                     | Gazovik Orenburg           | Metallurg-Yenisey Krasnoyarsk  | Metallurg-Yenisey Krasnoyarsk  |
| 2011-12 | Petrotrest Saint Petersburg   | Rotor Volgogrado           | Rotor Volgogrado            | Salyut Belgorod                     | Salyut Belgorod                     | Salyut Belgorod                     | Neftekhimik Nizhnekamsk              | Neftekhimik Nizhnekamsk    | Metallurg-Kuzbass Novokuznetsk | Metallurg-Kuzbass Novokuznetsk |
| 2012-13 | Khimik Dzerzhinsk             | Angusht Nazran             | Angusht Nazran              | Arsenal Tula                        | Arsenal Tula                        | Arsenal Tula                        | Gazovik Orenburg                     | Gazovik Orenburg           | Luch-Energiya Vladivostok      | Luch-Energiya Vladivostok      |
| 2013-14 | FC Tosno                      | Volgar Astrakhan           | Volgar Astrakhan            | Sokol Saratov                       | Sokol Saratov                       | Sokol Saratov                       | FC Tyumen                            | FC Tyumen                  | Sakhalin Yuzhno-Sakhalinsk     | Sakhalin Yuzhno-Sakhalinsk     |
| 2014-15 | Spartak Moscú-2               | Torpedo Armavir            | Torpedo Armavir             | Fakel Vorónezh                      | Fakel Vorónezh                      | Fakel Vorónezh                      | KAMAZ Naberezhnye Chelny             | KAMAZ Naberezhnye Chelny   | Baikal Irkutsk                 | Baikal Irkutsk                 |
| 2015-16 | FC Khimki                     | Spartak Nalchik            | Spartak Nalchik             | FC Tambov                           | FC Tambov                           | FC Tambov                           | Neftekhimik Nizhnekamsk              | Neftekhimik Nizhnekamsk    | Smena Komsomolsk-na-Amure      | Smena Komsomolsk-na-Amure      |
| 2016-17 | Dynamo San Petersburgo        | Rotor Volgogrado           | Rotor Volgogrado            | Avangard Kursk                      | Avangard Kursk                      | Avangard Kursk                      | Olimpiyets Nizhny Novgorod           | Olimpiyets Nizhny Novgorod | FC Chita                       | FC Chita                       |
| 2017-18 | Chertanovo Moscú              | FC Armavir                 | FC Armavir                  | Ararat Moscú                        | Ararat Moscú                        | Ararat Moscú                        | Mordovia Saransk                     | Mordovia Saransk           | Sakhalin Yuzhno-Sakhalinsk     | Sakhalin Yuzhno-Sakhalinsk     |
| 2018-19 | FC Tekstilshchik Ivanovo      | FC Chayka Peschanokopskoye | FC Chayka Peschanokopskoye  | FC Torpedo Moscú                    | FC Torpedo Moscú                    | FC Torpedo Moscú                    | FC Neftekhimik                       | FC Neftekhimik             | FC Irtysh Omsk                 | FC Irtysh Omsk                 |
| 2019-20 | FC Veles Moscú                | FC Volgar Astrakhan        | FC Volgar Astrakhan         | FC Dynamo Bryansk                   | FC Dynamo Bryansk                   | FC Dynamo Bryansk                   | FC Akron Tolyatti                    | FC Akron Tolyatti          | FC Irtysh Omsk                 | FC Irtysh Omsk                 |

| Año     | Grupo 1                      | Grupo 2                          | Grupo 3              | Grupo 4                     |
| ------- | ---------------------------- | -------------------------------- | -------------------- | --------------------------- |
| 2020-21 | FC Kubán Krasnodar           | FC Dolgoprudny                   | FC Metallurg Lipetsk | FC KAMAZ Naberezhnye Chelny |
| 2021-22 | FC Dynamo Majachkalá         | FC Shinnik Yaroslavl             | FC Rodina Moscú      | FC Volga Ulyanovsk          |
| 2022-23 | FC Chernomorets Novorossiysk | FC Leningradets Leningrad Oblast | FC Sokol Saratov     | FC Tyumén                   |

## Equipos 2022-23
Estos son los equipos en la temporada 2022-23 en la Segunda División de Rusia:

### Grupo 1 (14 clubes)
- FC Chayka Peschanokopskoye
- Novokubansk Progress
- FC Dinamo de Stávropol
- FK Druzhba Maikop
- FC Essentuki
- FC Rotor Volgogrado
- FC Alania-2 Vladikavkaz
- FC Kuban Holding
- FC Legion-Dynamo Majachkalá
- KMV Piatigorsk
- FK SKA Rostov del Don
- PFC Spartak de Nalchik
- FC Forte FC Taganrog
- FC Novorossiysk

### Grupo 2 (22 clubes)
Subgrupo 1
- FC Baltika-BFU-2
- FC Rodina-2 Moscú
- FC Torpedo-2 Moscú
- FC Dinamo Saint Petersburg
- FC Zvezda Saint Petersburg
- FC Zenit-2 San Petersburgo
- FC Leningrad
- FC Luki-Energiya
- FC Enisey 2 Krasnoyarsk
- FC Electron Veliky Novgorod
- FC Yadro Saint Petersburg
- FC Zorkiy Krasnogorsk

Subgrupo 2
- FC Tekstilshchik Ivanovo
- FC Torpedo Vladimir
- FC Znamya Truda Orekhovo-Zuevo
- FC Spartak Kostroma
- FC Khimik Dzerzhinsk
- FC Chertanovo Moscú
- FC Dynamo-2 Moscú
- FC Murom
- FC Dynamo-Vólogda
- FC Volga Tver

### Grupo 3 (24 clubes)
Subgrupo 1
- FC Avangard Kursk
- FC Spartak Tambov
- FC Dynamo Bryansk
- FC Metallurg Lipetsk
- FC Kvant Obninsk
- FC Peresvet Podolsk
- FC Zvezda Ryazan
- FC Sajalin Yuzhno-Sajalinsk
- FC Sakhalinets Moscú
- FC Strogino Moscú
- + 2 Clubes Filiales

Subgrupo 2
- FC Saturn Rámenskoye
- FC Sokol Saratov
- FC Salyut Belgorod
- FC Zenit Penza
- FC Kolomna
- FC Kaluga
- FC Balashija
- FK Jimki-2
- FC Znamya Noginsk
- FC Dinamo Vladivostok
- FK SKA Khabarovsk-2
- FC Cosmos Dolgoprudny

### Grupo 4 (12 clubes)
- FC Nosta Novotroitsk
- FC Dinamo Barnaúl
- Zenit Izhevsk
- FC Irtysh Omsk
- FC Amkar Perm
- FC Torpedo Miass
- FC Novosibirsk
- FC Oremburgo-2
- FC Tiumén
- FC Ural Ekaterimburgo-2
- FC Chelyabinsk
- FC Khimik-Avgust Vurnary